# Ulica Łabędzia w Katowicach
Ulica Łabędzia w Katowicach – ulica w katowickiej dzielnicy Brynów część wschodnia-Osiedle Zgrzebnioka. Rozpoczyna swój bieg przy skrzyżowaniu z ulicą Alfonsa Zgrzebnioka. Biegnie około 360 metrów do ulicy Gawronów. Znajduje się ona w zachodniej części osiedla im. Alfonsa Zgrzebnioka.

## Charakterystyka

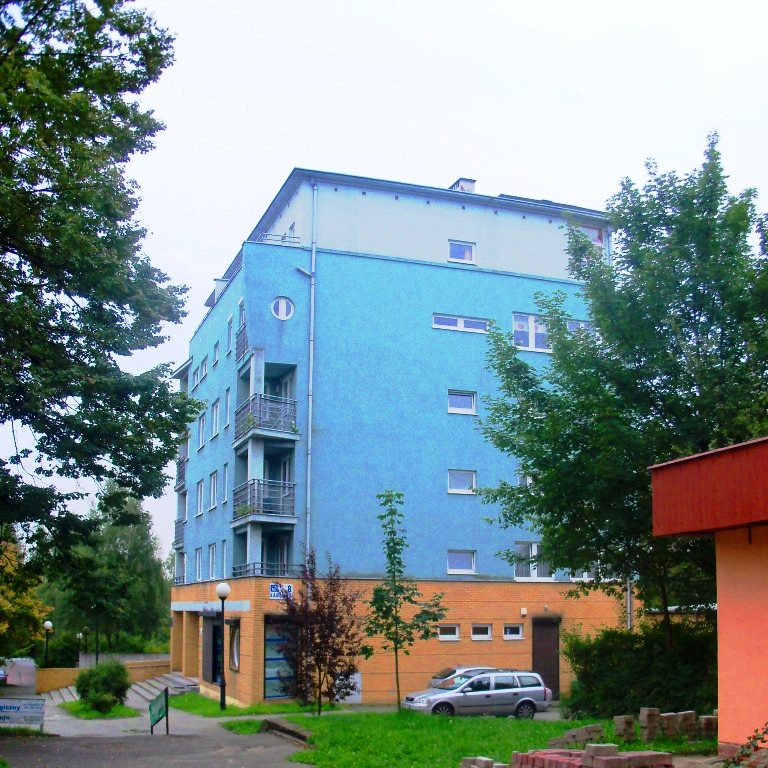
Budynek przy ulicy Łabędzia 8

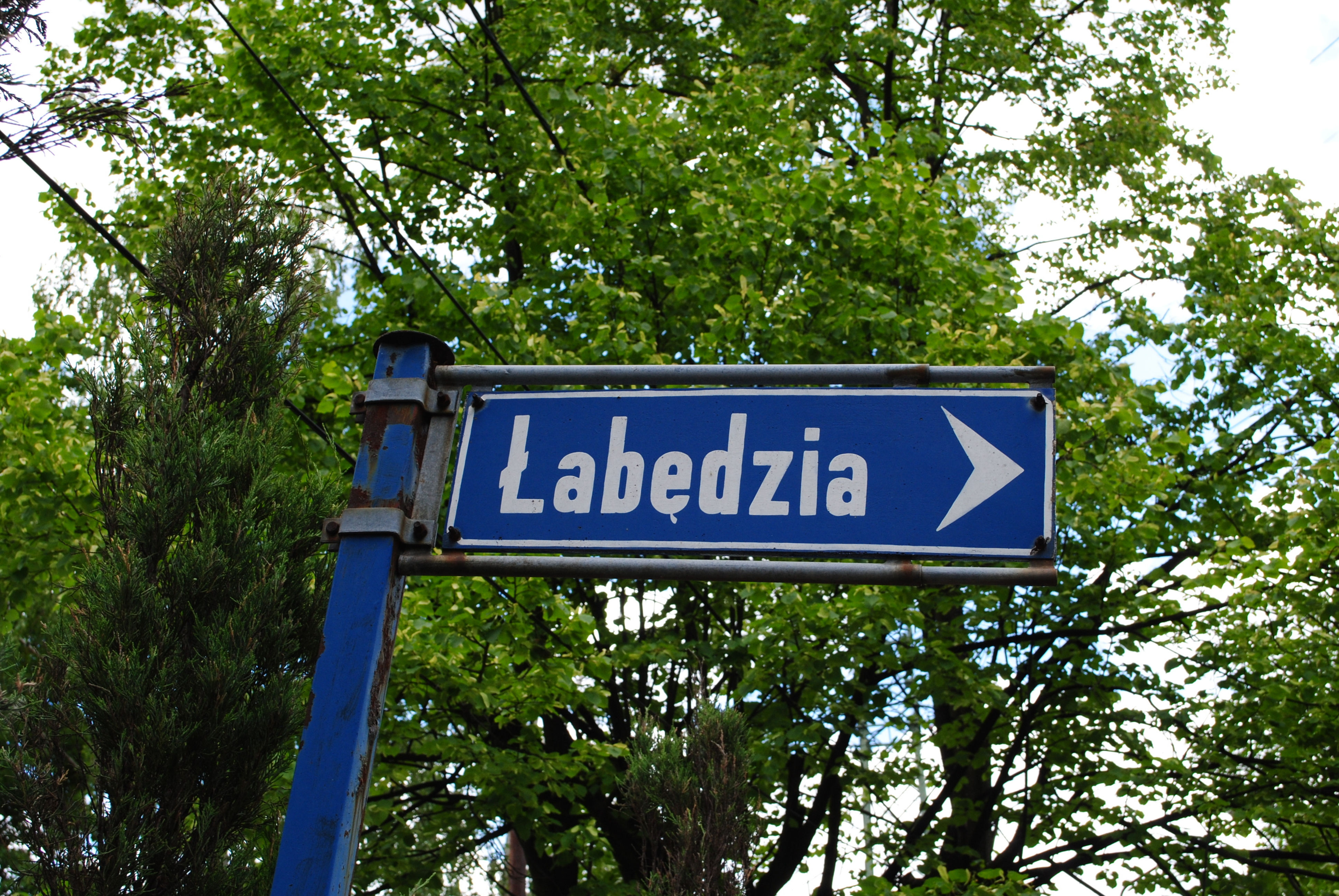
Tabliczka z nazwą ulicy Łabędzia

Ulica powstała w końcu lat siedemdziesiątych XX wieku, wraz z budową osiedla Alfonsa Zgrzebnioka. Długość ulicy wynosi 364 m, a jej powierzchnia 1456 m². Jest ona przeznaczona jako droga piesza i ma przebieg równoległy do ulicy Tadeusza Kościuszki. Zabudowę ulicy stanowią trzykondygnacyjne i czterokondygnacyjne budynki wzniesione z wielkiej płyty. W początkowym biegu drogi znajduje się teren zieleni urządzonej.
Przy ulicy znajdują się, cenne architektonicznie, następujące obiekty:
- zespół mieszkaniowy (ul. Łabędzia 2-4); wzniesiony w 1997 roku według projektu z 1995 roku autorstwa Piotra Średniawy (główny projektant), D. Palety i Andrzeja Gałkowskiego; zespół posiada kubaturę 9400 m³ i powierzchnię użytkową 2082 m²; inwestorem była Katowicka Spółdzielnia Mieszkaniowa; za ten projekt architekci zdobyli nagrodę Prezydenta Miasta Katowic za „Najlepszy Zrealizowany Obiekt w 1997” oraz wyróżnienie w konkursie „Życie w Architekturze 2000”[5];
- zespół mieszkaniowy (ul. Łabędzia 8-10); wzniesiony w 2000 roku według projektu z 1995 roku autorstwa Andrzeja Gałkowskiego (główny projektant), D. Palety, A. Greli i Piotra Średniawy; zespół posiada kubaturę 11 210 m³ i powierzchnię użytkową 2383 m²; inwestorem była Katowicka Spółdzielnia Mieszkaniowa; za ten projekt architekci zdobyli wyróżnienie Prezydenta Miasta Katowic w kategorii „Najlepszy Zrealizowany Obiekt Mieszkaniowy w 2001” oraz wyróżnienie w dziale architektura mieszkaniowa „Nagroda SARP 2000”[5].

Przy ulicy mają swoją siedzibę (według stanu z połowy maja 2022 roku): sklepy i przedsiębiorstwa wielobranżowe, centrum usług medycznych, niepubliczne zakłady opieki zdrowotnej oraz Administracja Osiedla „Zgrzebnioka” (ul. Łabędzia 21).